# Magia (álbum de Jerry Rivera)
Magia es el nombre del quinto álbum de estudio del cantante puertorriqueño Jerry Rivera. Fue lanzado al mercado por Sony Music el 27 de junio de 1995.

## Lista de canciones
| Magia |                          |                        |          |  |
| N.º   | Título                   | Escritor(es)           | Duración |  |
| 1.    | «Ahora que estoy solo»   | Mary Lauret            | 3:51     |  |
| 2.    | «Magia»                  | Omar Alfanno           | 4:33     |  |
| 3.    | «Trébol de cuatro hojas» | Alejandro Vezzani      | 4:31     |  |
| 4.    | «Un amor verdadero»      | Omar Alfanno           | 5:06     |  |
| 5.    | «Amor mágico»            | Reinaldo "Pachy" López | 4:34     |  |
| 6.    | «Nunca imaginé»          | Omar Alfanno           | 5:06     |  |
| 7.    | «Gracias»                | Omar Alfanno           | 5:07     |  |
| 8.    | «Corazón roto»           | Pedro Arroyo           | 4:15     |  |
| 9.    | «Loco enamorado»         | Eric Leris             | 4:29     |  |
| 10.   | «Tierra sin sol»         | Giovanni Jimeniz       | 4:54     |  |

- Datos: Q6730470